# Bulgaarse parlementsverkiezingen 1946

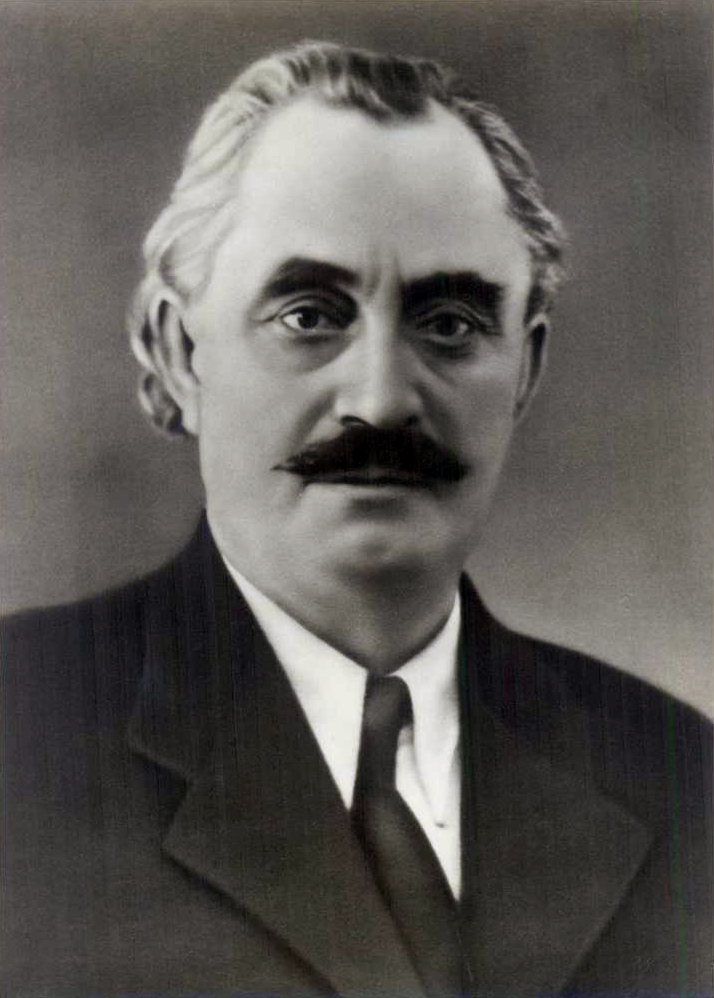
Georgi Dimitrov (1882-1949), leider van de BRP (k.)

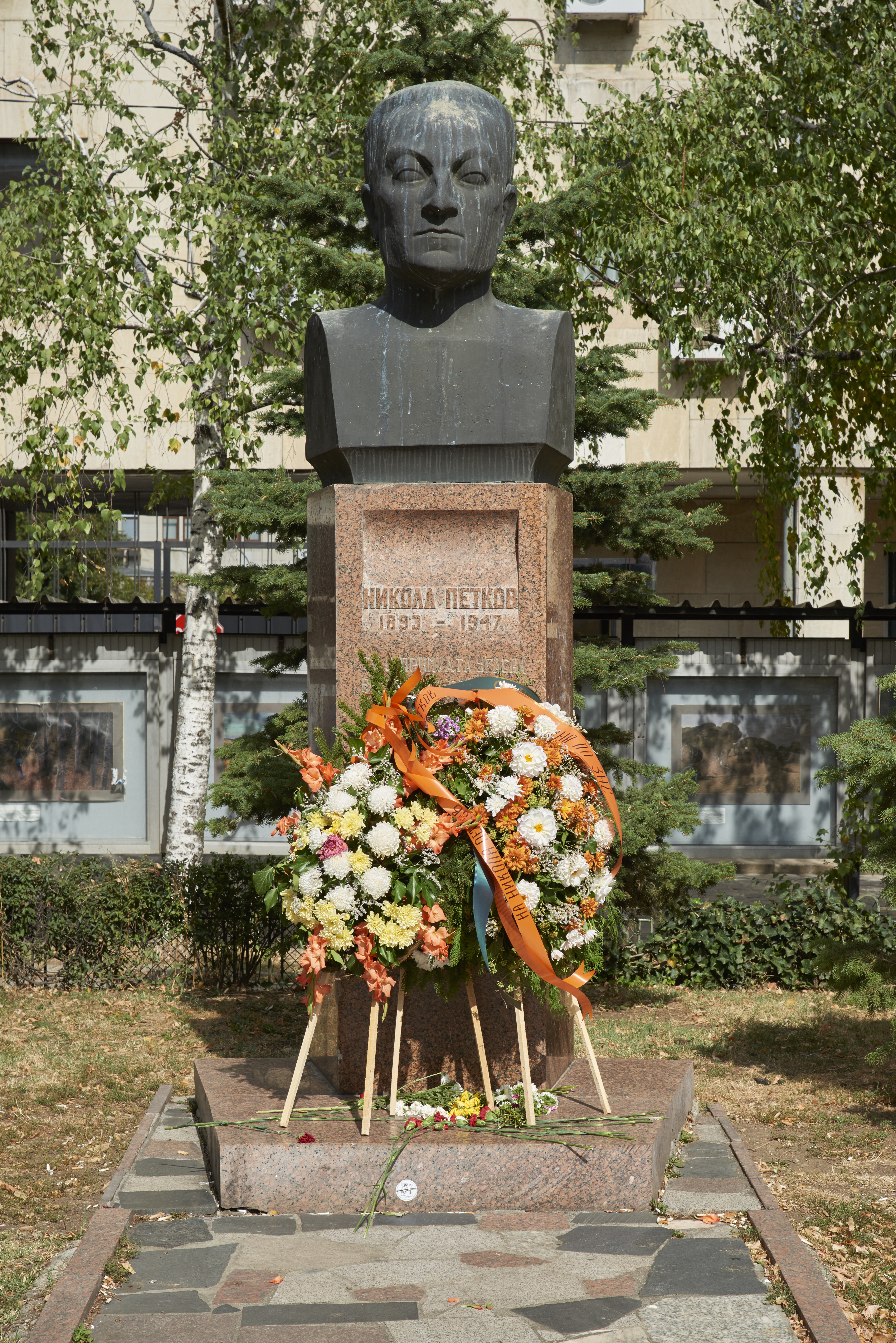
Herdenkingsmonument voor de in 1947 geëxecuteerde oppositieleider Nikola Petkov

De Bulgaarse parlementsverkiezingen van 1946 vonden op 27 oktober van dat jaar plaats. Winnaar van de verkiezingen was de Bulgaarse Arbeiderspartij (Communisten) (BRP (k.)) van Georgi Dimitrov. De voornaamste taak voor de nieuwgekozen Nationale Vergadering was het aannemen van een nieuwe (communistische) grondwet die in 1947 door het parlement werd geloodst. De communisten en hun bondgenoten, verenigd in het Vaderlands Front (OF), hadden echter te kampen met een krachtige oppositie van de Bulgaarse Agrarische Nationale Unie (Nikola Petkov) (BZNS Nikola Petkov). Partijleider Petkov werd vanwege zijn oppositie tegen de communisten in de loop van 1947 opgepakt, berecht en geëxecuteerd. De oppositiepartijen werden verboden en Bulgarije werd een door de communistische partij gedomineerde dictatuur.

## Uitslag
| Partij | Stemmen    | %       | Zetels    |
| --- | ---------- | ------- | --------- |
| Bulgaarse Arbeiderspartij (Communisten)                                                                            | 2.264.852  | 53,88%  | 278 / 465 |
| Bulgaarse Agrarische Nationale Unie (Nikola Petkov)(a) Onafhankelijke Arbeiders- en Sociaaldemocratische Partij(b) | 1.191.455  | 28,35%  | 101 / 465 |
| Bulgaarse Agrarische Nationale Unie                                                                                | 564.581    | 13,43%  | 68 / 465  |
| Bulgaarse Sociaaldemocratische Arbeiderspartij (Brede Socialisten)                                                 | 79.774     | 1,90%   | 9 / 465   |
| Zveno | 70.731     | 1,68%   | 8 / 465   |
| Democratische Partij                                                                                               | 22.736     | 0,54%   | 0 / 465   |
| Radicaal-Democratische Partij                                                                                      | 8.868      | 0,21%   | 1 / 465   |
| Оppositie kandidaten                                                                                               | 298        | 0,01%   | 0 / 465   |
| Totaal | 4.203.295  | 100,00% | 465       |
| |            |         |           |
| Geldige stemmen | 4.203,.295 | 98,52%  |           |
| Blanco/ ongeldige stemmen                                                                                          | 63.319     | 1,48%   |           |
| Totaal uitgebrachte stemmen                                                                                        | 4.266.614  | 100,00% |           |
| Geregistreerde kiezers/ opkomst                                                                                    | 4.607.307  | 92,61%  |           |
| (a): Anticommunistische afsplitsing van de BZNS; (b)Anticommunistische afsplitsing van de BRSDP                    |            |         |           |
| Bron: Nohlen & Stöver                                                                                              |            |         |           |